# Potamogeton × schreberi
Potamogeton × schreberi là một loài thực vật có hoa lai ghép trong họ Potamogetonaceae. Loài này được G.Fisch. miêu tả khoa học đầu tiên năm 1907.